# Промышленность Екатеринбурга

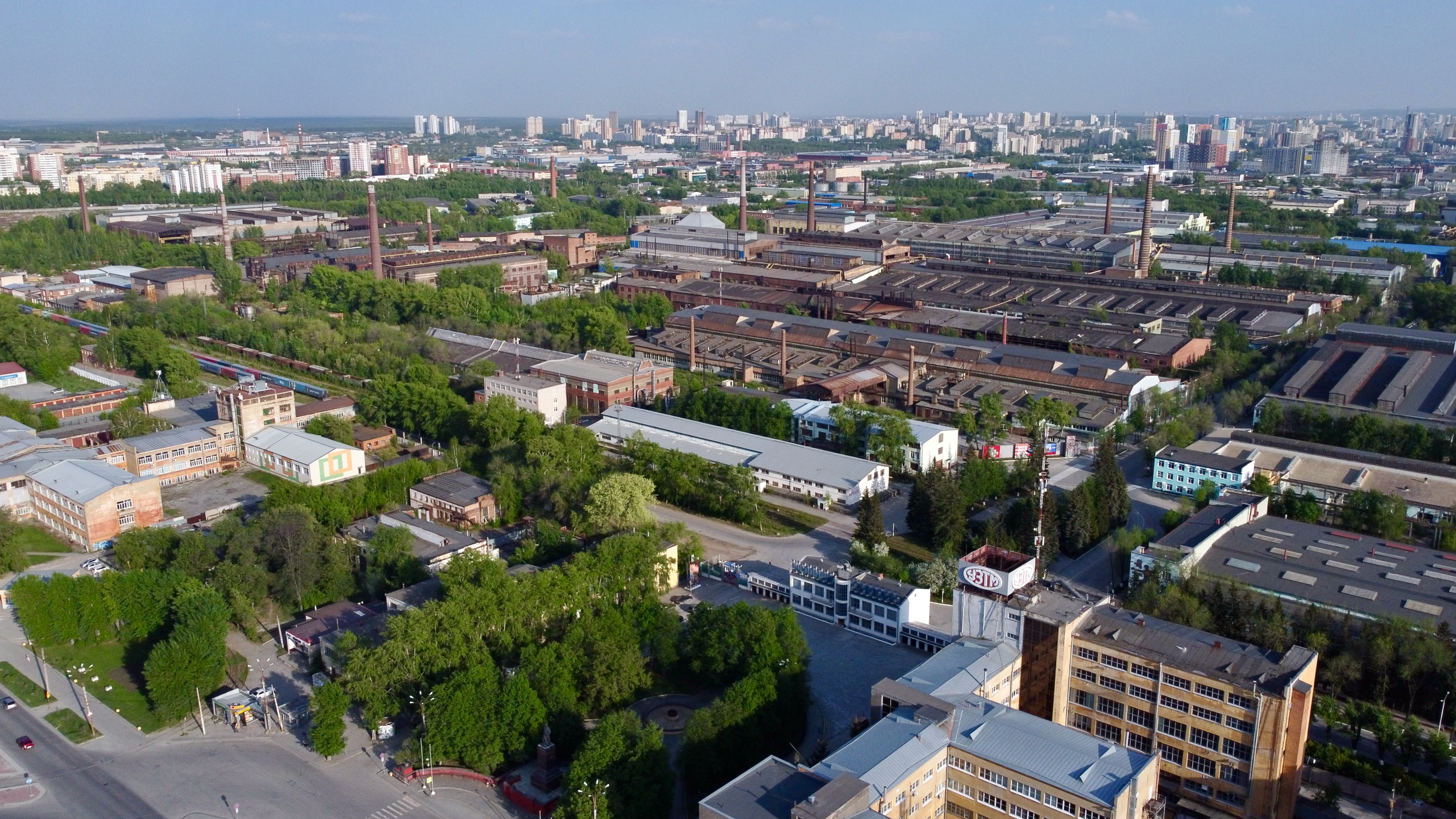
Вид на промплощадку УЗТМ

Екатеринбу́рг — один из крупнейших промышленно-производственных центров России.

## История

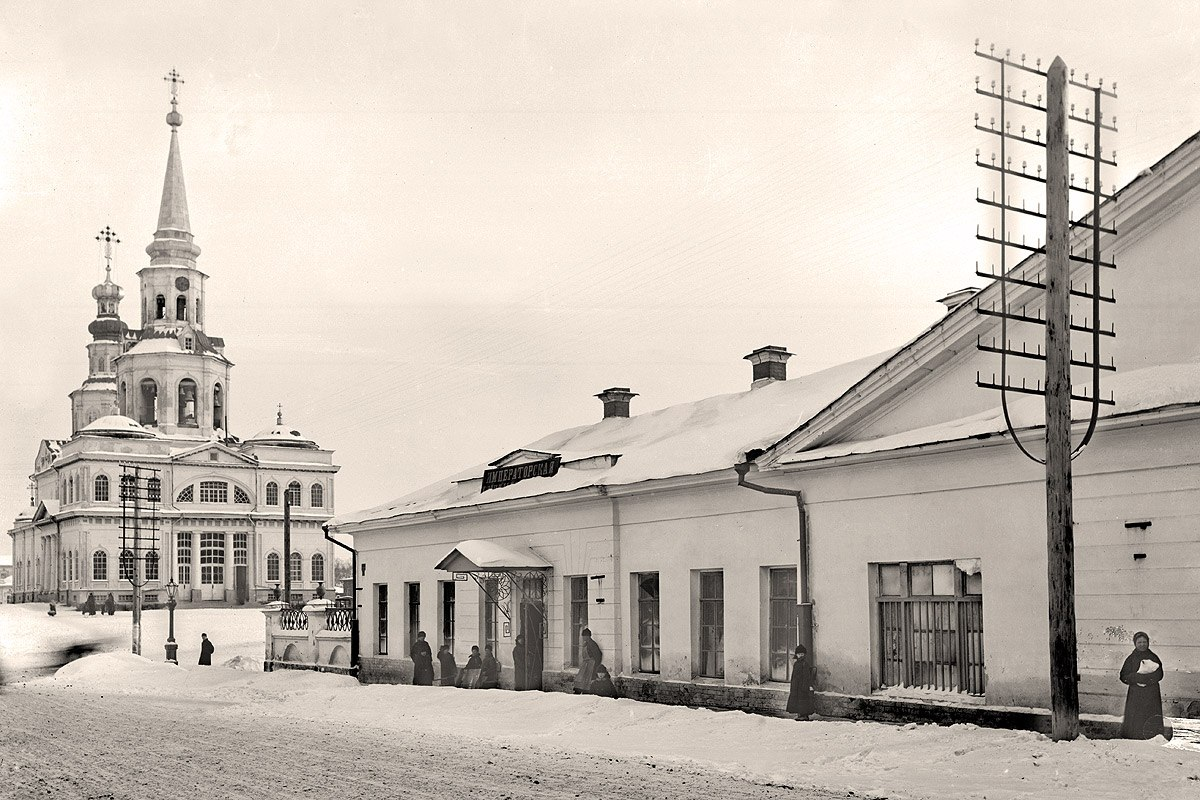
Екатеринбург. Императорская гранильная фабрика и горный собор. Фото 1885—1886 гг.

В советские годы Свердловск считался индустриальным центром страны, во время Великой Отечественной войны сюда было эвакуировано более 60 крупных предприятий из Центральной России и Украины.
Некоторые из прибывших заводов полностью сливались с однопрофильными заводами города, тем самым усиливая их производственную мощность, другие начинали самостоятельную деятельность, становясь основоположниками новых отраслей уральской промышленности. Так например, Уралмаш разместил на своих площадях эвакуированный из Ленинграда Ижорский завод а также несколько других оборонных предприятий и стал ведущим по производителем военной техники, Уральский турбомоторный завод, объединившись с пятью эвакуированными заводами, стал крупнейшим в стране производителем дизель-моторов, Киевский завод «Большевик», прибывший в Свердловск в августе 1941 года и первоначально размещённый в помещениях гаража, стал основой для будущего гиганта химического машиностроения — Уралхиммаша. На базе эвакуированного оборудования Охтинского химического комбината был создан Свердловский завод пластмасс, являвшийся в годы войны единственным поставщиком смол, шедших на изготовление дельта-древесины, авиафанеры и бакелитированной фанеры для понтонов. Киевский «Красный резинщик» и московский «Каучук» составили основу Свердловского шинного завода и завода резино-технических изделий, начавших производить все виды резиновых деталей для боевой техники.
УЗТМ в 1947 впервые в мире налаживает серийный выпуск карьерных экскаваторов с ковшами ёмкостью 3—5 м³, в 1949 году — выпускает первый шагающий экскаватор, в 1950 году — первый трубопрокатный стан для бесшовных горячекатаных труб, в 1962 году на заводе построен цех сварных конструкций. Гидрогенераторами завода Уралэлектротяжмаш оснащаются крупнейшие ГЭС страны, а вертикальными электродвигателями для ядерных реакторов — крупнейшие АЭС. Турбомоторный завод впервые с мировой практике осваивает производство теплофикационной паровой турбины мощностью 250 тысяч квт,. Некоторые виды агрегатов для химической промышленности, выпускаемые заводом Уралхиммаш, предназначаются для эксплуатации при глубоком вакууме, давлении до 3000 атмосфер при чрезвычайно низких температурах, другие — при высокой температуре до 1200 градусов.
В 1948 Верх-Исетский завод (ныне ООО «ВИЗ-Сталь») впервые проводит плавку высоколегированной трансформаторной стали в мартеновких печах, в 1973 году введён крупнейший в Европе цех холодной прокатки трансформаторной стали. Продукция завода РТИ в эти годы насчитывает свыше 10 тысяч изделий, в том числе экспортирующихся в 20 стран мира. Также возникают новые отрасли промышленности — высокоточное приборостроение, радиоэлектронная и аэрокосмическая промышленность. С конца 1950-х годов ведущее предприятие оборонной отрасли Машиностроительный завод им. М. И. Калинина специализируется в производстве пусковых установок и зенитных управляемых ракет.
В рамках экологических проектов в 1970-е годы постепенно начинают выводиться за пределы города вредные для окружающей среды производства, в 1975 на новую площадку перенесено производство завода химических реактивов, в том же году введены южные очистные сооружения для очистки Исети.
Несмотря на многопрофильность промышленности, в абсолютных показателях производства, по состоянию на 2009 год, Екатеринбург занимает лишь 6 место на Урале (после Перми, Челябинска, Уфы, Магнитогорска и Нижнего Тагила). Это связано с тем, что в городе нет крупных металлургических и нефтеперерабатывающих заводов, которые составляют основу промышленности других уральских городов. Также в соответствии с генеральным планом развития Екатеринбурга производится вынос предприятий за черту города, до 2025 года планируется перенести более 30 крупных и средних предприятий. Сейчас свои площадки уже освободили Екатеринбургский завод ОЦМ, Уральский подшипниковый завод, мебельная фабрика «Авангард», хлебозавод № 3, вынос Екатеринбургского мукомольного завода, Верх-исетского металлургического завода, горячее производство которого было закрыто ещё в 1998 году, завода ЖБИ. Освободившиеся площади планируется использовать для офисных зданий и логистических центров, для строительства жилья

## Экономические показатели
Общеэкономические показатели работы крупных и средних предприятий Екатеринбурга:
- Среднесписочная численность работающих в крупных и средних организаций обрабатывающих производств города за 2008 год составила 84,9 тыс. человек, что составляет 98,7 % по отношению к предыдущему году.
- Общий объём отгруженных товаров собственного производства крупных и средних предприятий Екатеринбурга в 2008 году составил 138,612 млрд рублей (рост по отношению к 2007 году составил 8,9 %).
- Оборот крупных и средних организаций обрабатывающих производств по городу Екатеринбургу увеличился по сравнению с 2007 годом на 4,2 % и составил 150,7 млрд рублей[6]

| Вид деятельности                                        | Значение, млрд рублей | В % к предыдущему году | Индекс промышленного производства |
| ------------------------------------------------------- | --------------------- | ---------------------- | --------------------------------- |
| металлургия и производство металлоизделий               | 39,58                 | 84,6                   | 97,0                              |
| производство машин и оборудования                       | 19,42                 | 121,7                  | 101,9                             |
| пищевая промышленность                                  | 18,72                 | 116,6                  | 96,3                              |
| электротехническая и оптико-механическая промышленность | 12,77                 | 101,5                  | 85,1                              |
| химическое и фармацевтическое производство              | 11,41                 | 117,2                  | 87,3                              |
| производство резиновых и пластмассовых изделий          | 6,85                  | 109,3                  | 84,0                              |
| производство прочих минеральных изделий                 | 6,32                  | 121,9                  | 104,4                             |
| производство транспортных средств                       | 3,77                  | 113,5                  | 55,3                              |
| целлюлозно-бумажное и полиграфическое производство      | 0,77                  | 111,6                  | 81,1                              |
| текстильное производство                                | 0,71                  | 89,0                   | 148,3                             |
| прочие производства                                     | 5,13                  | 151,7                  | 75,2                              |
| обрабатывающие производства всего                       | 138,61                | 105,0                  | 93,9                              |

В Екатеринбурге зарегистрировано 220 крупных и средних предприятий, наиболее крупные из них по отраслям:

## Тяжёлое машиностроение и станкостроение

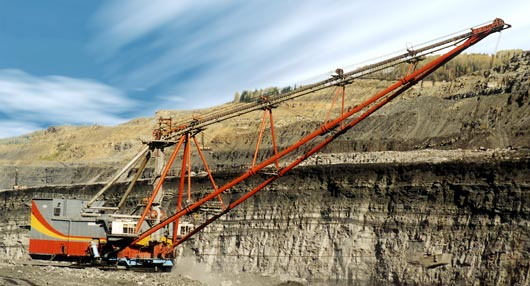
Шагающий экскаватор производства УЗТМ

- Уралмашзавод — одно из крупнейших машиностроительных предприятий России, специализируется на производстве шагающих экскаваторов, блюмингов, прокатных станов, гидравлических прессов, бурового оборудования для нефтегазодобывающей промышленности.
- Уральский завод химического машиностроения — завод, изготавливающий машины и оборудование для предприятий химической и нефтехимической промышленности, а также строительных предприятий.
- Уралэлектротяжмаш — предприятие высоковольтного аппаратостроения, производит трансформаторное и реакторное оборудование.
- Уральский завод транспортного машиностроения — один из старейших на Урале машиностроительных заводов.
- Уральский турбинный завод — предприятие, специализирующееся на выпуске паровых теплофикационных и газовых турбин, а также агрегатов для транспортировки природного газа.
- Машиностроительный завод имени М. И. Калинина — выпускает военную технику, боевые средства ПВО, а также гражданскую продукцию: дизельные и электрические погрузчики, платформенные электрические тележки, грузозахватные приспособления, коммунальные машины для уборки улиц, этикетировочные автоматы.
- Уральский компрессорный завод — предприятие по производству компрессорного оборудования.
- Уральский завод гражданской авиации (УЗГА) — предприятие по изготовлению и ремонту авиационных двигателей.

## Точное машиностроение и приборостроение

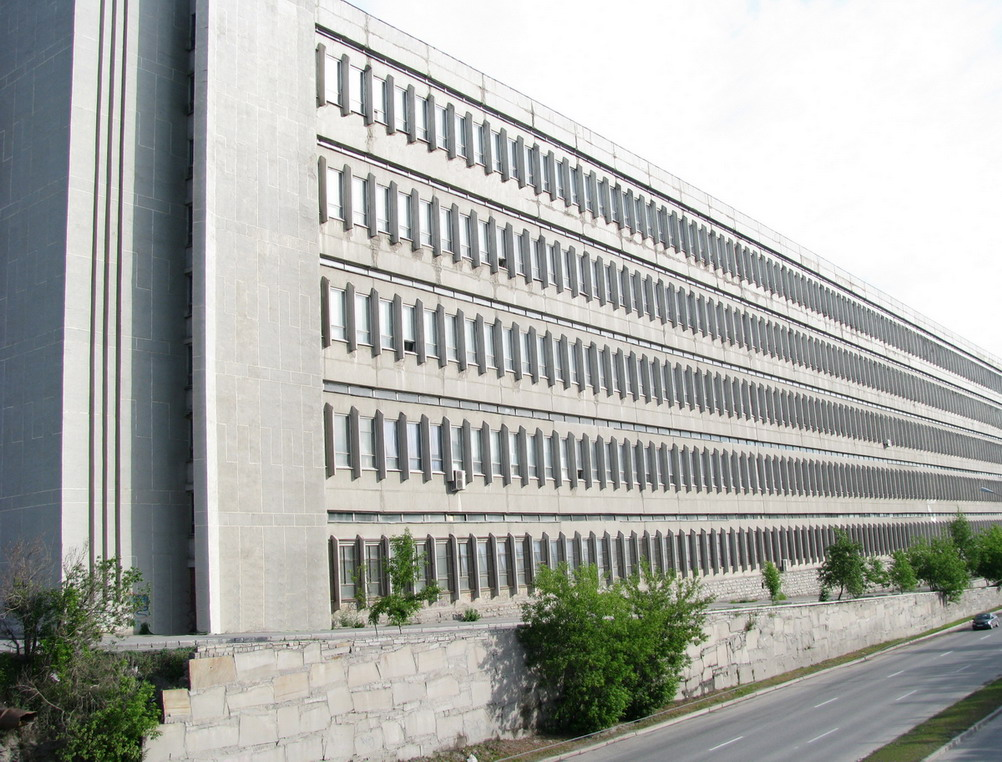
Производственная площадка НПО Автоматики

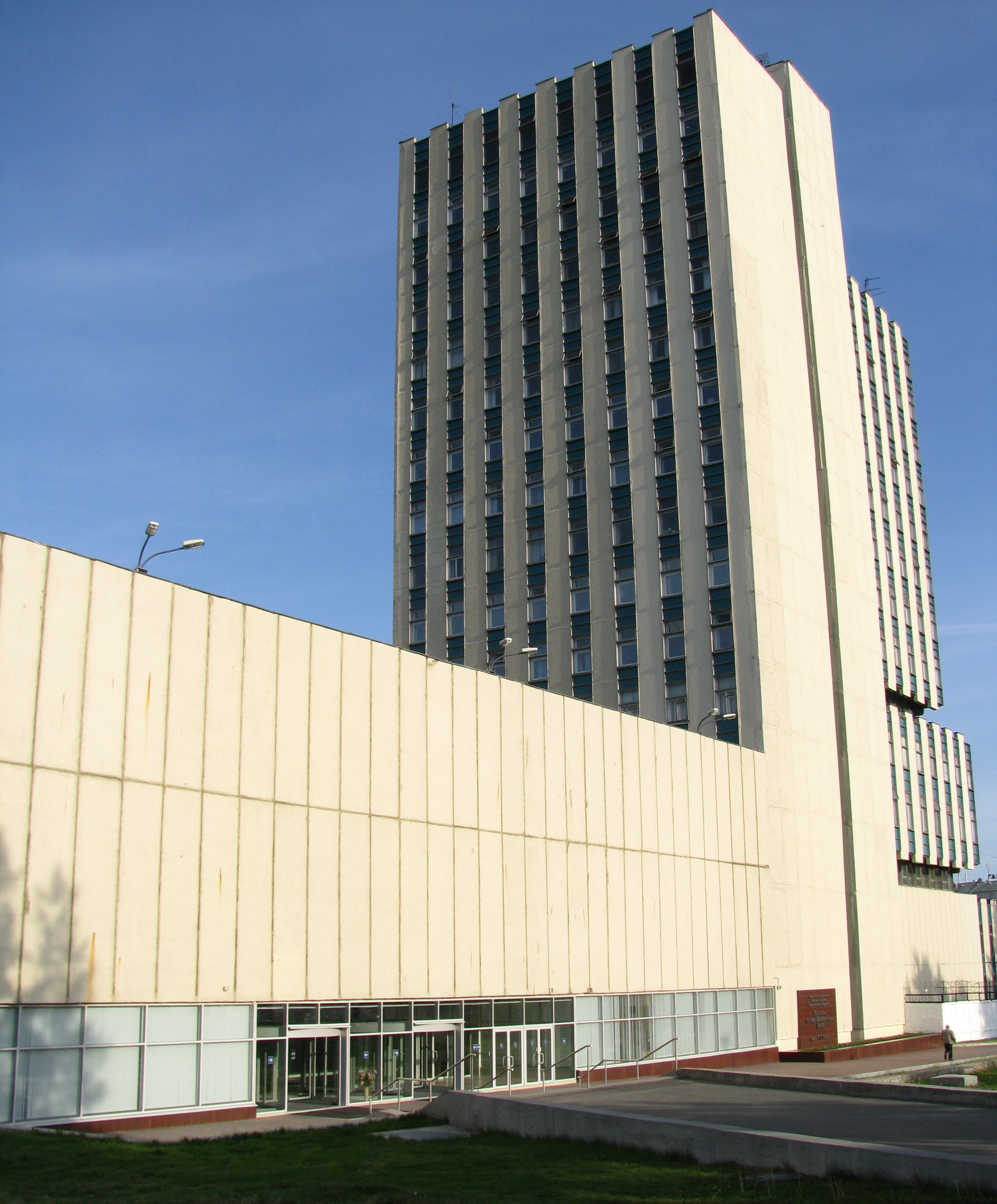
Проходная УОМЗ

- Уральский оптико-механический завод им. Э. С. Яламова — предприятие оптического приборостроения, производит оптико-электронные системы для авиации, системы оптического наблюдения, тепловизоры, геодезическое спутниковое оборудование, оптические изделия, светотехнику, медицинское оборудование.
- НПО Автоматики имени Н. А. Семихатова — лидер в области разработки и изготовления систем управления.
- Уральский электронный завод — первое в России предприятие, запустившее производство оптических носителей; в настоящее время является крупнейшим производителем компакт-дисков и флэш-карт на территории СНГ (торговая марка Mirex).
- Уральское производственное объединение «Вектор» — выпускает радиоэлектронную аппаратуру, оборудование для электротранспорта, метеорологическое оборудование, в течение 15 лет был монополистом в выпуске отечественных электромузыкальных инструментов и звукоусилительной аппаратуры.

## Производство металлоизделий
- Ювелирный завод «Русские самоцветы» — одно из старейших предприятий города, ведущее свою историю от возникновения императорской гранильной фабрики в 1726 году.
- Ювелирный завод «Ювелиры Урала» — завод с более чем 100-летней историей выпускает изделия из золота, платины, серебра, изумрудов.

## Металлургия

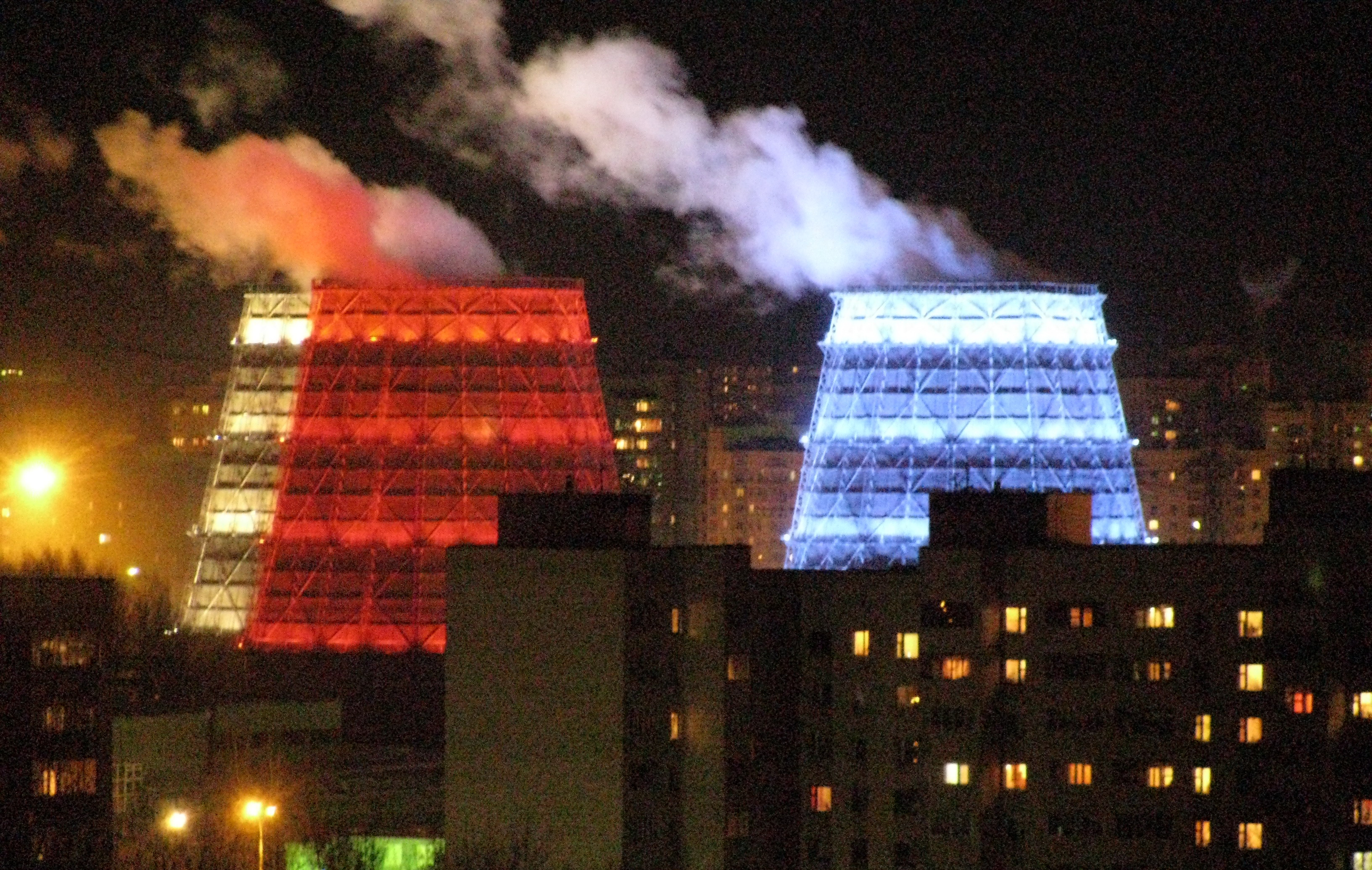
Градирни на территории ВИЗа

- Верх-Исетский металлургический завод (ВИЗ) — один из старейших металлургических заводов Урала, в советские годы был полностью реконструирован. В настоящее время остались только цеха холодной прокатки (ООО «ВИЗ-Сталь»), все цеха горячего производства стали были закрыты в 1990-х годах.

## Химическая промышленность
- Парфюмерная фабрика «Уральские самоцветы» (Концерн «Калина») — производитель парфюмерии, косметики и бытовой химии.